# Roland Åkne
Lars Roland Åkne, född 1 juni 1935 i Gällivare, död 2014, var en svensk jurist som var lagman i Gällivare tingsrätt från 1977 till sin pensionering 2000.
Åkne blev juris kandidat vid Uppsala universitet 1960, blev fiskal vid hovrätten för Nedre Norrland 1965 och utsågs till hovrättsråd vid hovrätten för Övre Norrland i maj 1975.. Den 21 april 1977 utsågs han till lagman i Gällivare tingsrätt.
Åkne var son till Lars Åkne och hans maka Linda.